# Форган (Оклахома)
Форган (англ. Forgan) — місто (англ. town) в США, в окрузі Бівер штату Оклахома. Населення — 450 осіб (2020).

## Географія
Форган розташований за координатами 36°54′24″ пн. ш. 100°32′16″ зх. д. / 36.90667° пн. ш. 100.53778° зх. д. (36.906768, -100.537776).  За даними Бюро перепису населення США в 2010 році місто мало площу 0,98 км², уся площа — суходіл.

## Демографія
Згідно з переписом 2010 року, у місті мешкало 547 осіб у 199 домогосподарствах у складі 153 родин. Густота населення становила 557 осіб/км².  Було 239 помешкань (243/км²).
Расовий склад населення:
| - 82,3 % — білих - 1,3 % — корінних американців - 0,5 % — чорних або афроамериканців - 0,2 % — азіатів - 10,8 % — осіб інших рас |

До двох чи більше рас належало 4,9 %. Частка іспаномовних становила 20,5 % від усіх жителів.
За віковим діапазоном населення розподілялося таким чином: 30,3 % — особи молодші 18 років, 56,7 % — особи у віці 18—64 років, 13,0 % — особи у віці 65 років та старші. Медіана віку мешканця становила 37,8 року. На 100 осіб жіночої статі у місті припадало 101,8 чоловіків;  на 100 жінок у віці від 18 років та старших — 96,4 чоловіків також старших 18 років.
Середній дохід на одне домашнє господарство  становив 45 697 доларів США (медіана — 41 750), а середній дохід на одну сім'ю — 49 650 доларів (медіана — 50 625). За межею бідності перебувало 19,4 % осіб, у тому числі 48,6 % дітей у віці до 18 років та 4,2 % осіб у віці 65 років та старших.
Цивільне працевлаштоване населення становило 155 осіб. Основні галузі зайнятості: сільське господарство, лісництво, риболовля — 23,9 %, освіта, охорона здоров'я та соціальна допомога — 20,0 %, будівництво — 12,3 %, транспорт — 9,0 %.